# 大分県立情報科学高等学校
大分県立情報科学高等学校（おおいたけんりつじょうほうかがくこうとうがっこう）は、大分県大分市にある県立の情報系高等学校である。

## 概要
2022年度に入学した生徒が所属しているのは、工業系の情報電子科および商業系の情報管理科と情報経営科という3つの学科です。
2023年度に新たな時代を担う人材の育成を目的として学科改編が行われ、2023年度以降に入学した生徒が所属しているのは、工業系のAIテクノロジー科、商業系のビジネスソリューション科、情報系のデジタル創造科という3つの学科になります。
2024年度現在は、旧体制の学科と新体制の学科が同時に存在しているため6学科あります。
2024年度現在のクラス編成は、以下の通りとなります。
- 3年生工業系：情報電子科　2クラス（電子コース1クラス、情報コース1クラス）
- 3年生商業系：情報管理科　1クラス、情報経営科1クラス
- 2年生工業系：AIテクノロジー科　1クラス
- 2年生商業系：ビジネスソリューション科　1クラス
- 2年生情報系：デジタル創造科　2クラス
- 1年生工業系：AIテクノロジー科　1クラス
- 1年生商業系：ビジネスソリューション科　2クラス
- 1年生情報系：デジタル創造科　2クラス

## 沿革
- 1988年（昭和63年）4月 - 開校
- 2007年（平成19年）11月 - 創立20周年記念
- 2011年（平成23年）10月 - 硬式野球部が大分高を8-4で下し、秋季大分大会初優勝
- 2023年（令和5年）4月　学科改編により工業系のAIテクノロジー科、商業系のビジネスソリューション科、情報系のデジタル創造科がスタート

## 出身者
- 二宮一拓（サッカー選手）
- 吉田拓矢（サッカー選手）
- 鶴岡裕太（起業家）[1]
- 衛藤美彩（元乃木坂46）[2]
- 近藤雄介（俳優、声優）[3]